# Jeffrey Hunter
Jeffrey Hunter (25. listopadu 1926 New Orleans, Louisiana, USA – 27. května 1969 Los Angeles, Kalifornie, USA), vlastním jménem Henry Herman McKinnies, Jr., byl americký herec.
Svoji hereckou kariéru zahájil již v dětství, působil v místních divadlech a rozhlasových stanicích. Za druhé světové války sloužil v United States Navy, v letech 1946–1949 studoval divadelní herectví na Northwestern University. Již na začátku 50. let 20. století se objevil v Hollywoodu, jeho debutem v malé roli byl snímek Fourteen Hours z roku 1951. Ve filmu Sailor of the King (1953) již hrál hlavní roli, po boku Johna Waynea se objevil v klasickém westernu režiséra Johna Forda Pátrači (1956). Dále s Fordem spolupracoval i na filmech The Last Hurrah a Sergeant Rutledge, v roce 1961 se objevil jako Ježíš Kristus v biblickém snímku Král králů, o rok později si zahrál ve válečném filmu Nejdelší den. V 60. letech hrál především již pouze v béčkových filmech z Evropy, Hongkongu či Mexika, v hollywoodských dílech se objevoval pouze příležitostně.
Od poloviny 50. let také hostoval v televizních seriálech, v letech 1963 a 1964 odehrál hlavní roli v seriálu Temple Houston, který ale byl po první sezóně ukončen. V roce 1964 přijal roli kapitána Christophera Pikea v pilotní epizodě „Klec“ sci-fi seriálu Star Trek; druhý pilotní díl o rok později již odmítl.
Při letu do USA z natáčení filmu Viva America! ve Španělsku utrpěl cévní mozkovou příhodu, která se při následném domácím léčení opakovala. Tato druhá zapříčinila jeho pád ze schodů, při kterém utrpěl zlomeninu lebky. Zemřel 27. května 1969 na krvácení do mozku, pohřben byl na hřbitově Glen Haven Memorial Park v losangeleské čtvrti Sylmar.